# 김축
김축(金軸, 1514년 ~ 1593년)은 임진왜란 당시의 의병장이다. 초명은 정수(正壽), 자는 고언(高彦), 호는 남강(南江), 본관은 김해이다.

## 생애
1514년(중종 9년) 충청도 홍주에서 아버지 김옥(金鈺)과 어머니 여산 송씨(礪山 宋氏) 사이에서 장남으로 태어났다. 절효공(節孝公) 김극일(金克一 )의 현손이며 한림원 교리 김용(金勇)의 증손이다. 
조용히 지낼 곳을 찾다 무장현 청해면 방축동에 이주했다. 1592년(선조 25년) 임진왜란이 일어나자 승정원 좌승지(承政院左承旨)로 동생인 김헌(金軒)과 함께 의주까지 선조를 호위하고 돌아와 무장현에서 의곡(義穀)을 모아 의병을 일으켰다. 왜군에 항전하는 의기를 높이 세우자 아우 김헌(金軒)·김윤(金輪), 종제인 김사모(金嗣牟) 등 일족과 가동 및 마을 사람 수백 명이 김축을 따라 전쟁에 참여하였다. 80세의 고령에도 불구하고 아들, 조카들과 함께 권율(權慄) 장군의 막하에 들어가 이치 전투·웅치전투·행주 싸움에 참전하여 전공을 세웠다. 
전쟁이 잠시 멈추자 귀가했다가 1593년 1월 25일 조카인 김두남(金斗南), 김지남(金志南)과 함께 의병(義兵) 수백 명을 모아 진주성에 입성해 김축은 창의사 김천일(金千鎰)의 추천으로 조방장(助防將)으로 한달 간 수차례 왜군의 공격에 많은 공을 세우고 분전고투하다가 왜군이 귀갑차를 앞세워 맹공격하니 40여일 만에 왜군이 성벽을 넘어오게 되자 적과 격전을 벌이다 포위 당해 전사하였다. 조카 김두남·김지남과 김천일 등 여러 의병들이 남강에 투신했다. 김축의 남은 일족은 계속하여 각지의 전투에 참전하여 25명이 모두 순국하였다. 남편의 비보 소식을 전해들은 아내 반남 박씨(潘南 朴氏)는 자결하였다.
선무원종공신(宣武原從功臣) 1등에 책록되고, 절충장군(折衝將軍)에 추증되고, 『단서철권(丹書鐵券)』을 내리고, 이를 봉안할 수 있는 고창에 어사각을 세웠고, 고창 남산사(南山祠), 충현사(忠賢祠), 백양사(白羊祠)에 배향되었다.

## 가족 관계
- 조부: 김대형(金大馨)
- 조모: 함양 박씨(咸陽朴氏)
  - 아버지: 김옥(金鈺)
  - 어머니: 여산 송씨(礪山宋氏) 
    - 배필: 반남 박씨(潘南朴氏)
      - 장남: 김기욱(金起郁)
      - 차남: 김기남(金起南) 
        - 손자: 김흥립(金興立)

      - 삼남: 김기서(金起西)
      - 사남: 김기경(金起庚)
        - 손자 : 김상록(金尚錄)

    - 아우: 김헌(金軒) 
      - 조카: 김두남(金斗南)
        - 질손: 김덕립(金德立)

      - 조카: 김지남(金志南)
        - 질손: 김효립(金孝立)

    - 아우: 김윤(金輪)
      - 조카: 김이남(金以南)
      - 조카: 김행남(金行南)
      - 조카: 김철남(金哲南)
      - 조카: 김후남(金厚南)

  - 숙부: 김건(金鍵)
    - 종제: 김사모(金嗣牟)
      - 종질: 김억명(金億命)
      - 종질: 김억룡(金億龍)
      - 종질: 김억호(金億虎)
      - 종질: 김억련(金億鍊)

  - 숙부: 김록(金錄)
    - 종제: 김유(金輶)

  - 숙부: 김랑(金鋃)
    - 종제: 김영생(金英生)

  - 숙부: 김수(金鐩)
    - 종제: 김수(金輸)